# Tijdlijn van de ruimtevaart (2020-heden)
Hieronder een tijdlijn van gebeurtenissen in de ruimtevaart in de periode van 2020 tot heden.

## 2020
| 7 januari         | 2020 | De lancering van Starlink V1 L2 is de eerste lancering die onder controle van de United States Space Force werd uitgevoerd. |
| 19 januari        | 2020 | SpaceX voert met succes de in-flight abort test van de Crew Dragon uit. Volgens de verwachting ontplofte hierdoor de Falcon 9-draagraket. De test is de laatste grote mijlpaal voor de eerste bemande testvlucht. |
| 22 januari        | 2020 | Boeing stopt per direct met de ontwikkeling van de XS-1 Phantom Express, een hypersonisch raketvliegtuig dat als herbruikbare eerste trap voor lichte lanceringen had moeten worden gebruikt, die ze sinds 2017 in opdracht van DARPA ontwikkelden. Een aantal dagen later geeft DARPA het Experimental Space Plane-project op. |
| 30 januari        | 2020 | Met het definitief uitschakelen van de Spitzer Space Telescope komt na ruim zestien jaar een einde aan een zeer succesvolle NASA-missie. |
| 6 februari        | 2020 | Christina Koch landt aan boord van Sojoez MS-13 na een verblijf van 328 dagen in de ruimte. De langste ruimtevlucht ooit door een vrouw gemaakt. |
| 6 februari        | 2020 | OneWeb lanceert zijn eerste batch operationele internetsatellieten. In 2020 en 2021 worden volgens planning door Arianespace in totaal 19 Sojoez-raketten met ieder 34 OneWeb-satellieten gelanceerd vanuit Kosmodroom Bajkonoer, Kosmodroom Vostotsjny en Centre Spatial Guyanais. Het was eveneens de 50e commerciële lancering van een Sojoez. |
| 10 februari       | 2020 | ESA en NASA lanceren met een Atlas V vanaf Cape Canaveral Air Force Station de Solar Orbiter. |
| 26 februari       | 2020 | Het lukt Northrop Grumman om Mission Extension Vehicle 1 aan te koppelen bij satelliet Intelsat IS-901 die bijna zonder brandstof zat. MEV-1 zal vanaf nu de voortstuwing van die satelliet verzorgen waardoor deze langer actief kan blijven. Het is voor het eerst dat een dergelijke aankoppeling bij een satelliet werd uitgevoerd. |
| maart, april, mei | 2020 | De maatregelen rondom de wereldwijde uitbraak COVID-19-virus hebben ook hun weerslag op de ruimtevaartindustrie. Zo schort Arianespace alle lanceringen vanaf het Centre Spatial Guyanais op (tussen 16 maart en 11 mei) en zijn medewerkers van diverse ruimtevaartcentra van NASA die niet essentieel worden geacht voor het draaiend houden van actieve missies naar huis gestuurd. Eerder moest China al noodgedwongen een aantal lanceringen uitstellen. En ook Rocket Lab en SpaceX moesten een aantal lanceringen uitstellen. Bigelow Aerospace ontslaat al hun constructie-personeel. Werk aan de James Webb-ruimtetelescoop werd stilgelegd evenals de eerste Green Run-test van het Space Launch System. Satellietinternet-startup OneWeb gaat failliet en wijt dit mede aan de coronacrisis. In Rusland wordt de productie van Sojoezraketten opgeschort (er waren nog twaalf op voorraad). Sommige ruimtevaartbedrijven waaronder Virgin Orbit en SpaceX (samen met Tesla) beginnen met de productie van beademingsapparatuur. Evgeni Mikrin, hoofdingenieur van het Roskosmos-programma voor bemande ruimtevaart en tevens hoofdingenieur van RKK Energia overlijdt in mei aan COVID-19. |
| 16 maart          | 2020 | De eerste lancering van een Lange Mars 7A (LM-7A) mislukt. De LM-7A is een LM-7 met de derde trap van een LM-3B eraan toegevoegd. |
| 6 april           | 2020 | Boeing besluit na het ontdekken van een reeks technische tekortkomingen de deels mislukte onbemande testvlucht van de Starliner naar het ISS over te doen. |
| 9 april           | 2020 | Een Chinese Lange Mars 3B/E met aan boord de Indonesische satelliet Nusantara Dua komt niet in een baan om de aarde als gevolg van een falende derde trap. |
| 30 april          | 2020 | NASA maakt een voorselectie van drie ontwerpen voor de commerciële bemande maanlander(s) van het Artemisprogramma en verstrekt subsidies om de komende 10 maanden verder te werken aan de ontwerpen. |
| 5 mei             | 2020 | China’s Lange Mars 5B-raket debuteert met succes. Aan boord was een incomplete testuitvoering van een nieuwe Chinees ruimtecapsule die op 8 mei succesvol met zeer hoge snelheid terugkeerde in de atmosfeer om zijn hitteschild en landingssystemen te bewijzen. Een experiment met een opblaasbaar hitteschild dat als secondaire vracht aan boord van de raket was, was op 6 mei niet succesvol. De centrale rakettrap van de anderhalftraps raket (vier sideboosters en een centrale strap) keert op 12 mei ongecontroleerd terug in de atmosfeer en verschillende onderdelen daarvan storten neer in Ivoorkust. |
| 5 mei             | 2020 | De Amerikaanse luchtvaartautoriteit FAA opent wegens de groei van het aantal lanceringen en aanverwante ruimtehavens een gespecialiseerde afdeling genaamd Office of Spaceports. |
| 25 mei            | 2020 | De eerste testvlucht van Virgin Orbits LauncherOne mislukt wanneer de hoofdmotor na enkele seconden uitvalt. |
| 30 mei            | 2020 | SpaceX lanceert zijn eerste bemande ruimtevlucht met een Crew Dragon met aan boord twee NASA-astronauten. Het is tevens de eerste bemande lancering van Amerikaanse bodem sinds het einde van het Spaceshuttleprogramma en de eerste bemande orbitale vlucht met een commerciële ruimtecapsule. Een dag later arriveert de bemanning in het ISS. |
| 19 juni           | 2020 | NASA kondigt een programma voor bemande suborbitale ruimtevluchten aan. |
| 19 juni           | 2020 | De overheid van het Verenigd Koninkrijk en het Indiase communicatiebedrijf Barthi kopen gezamenlijk voor een miljard dollar het door de coronacrisis bankroete satellietinternet-bedrijf OneWeb op. |
| 19 juli           | 2020 | Al-Amal (vertaald als ‘Hope’ in het Engels), de eerste Mars-sonde van de Verenigde Arabische Emiraten wordt met een Japanse H-IIA-raket gelanceerd vanaf het Tanegashima Space Center. De Marssatelliet zal na het bereiken van een baan om Mars als weersatelliet fungeren. |
| 23 juli           | 2020 | Met een Lange Mars 5 lanceert China zijn eerste Marsrover en een Marssatelliet Tianwen-1 naar Mars |
| 30 juli           | 2020 | ULA lanceert NASA’s Mars 2020-missie, een sonde met aan boord de Marsrover Perseverance en de experimentele Mars-helikopter Inguinity. Ze zouden in februari 2021 op Mars moeten landen. |
| 2 augustus        | 2020 | SpaceX' missie SpX-DM2 keert met een splash down voor de kust van Pensacola (Florida) in de Golf van Mexico terug op aarde, de eerste bemande landing in water sinds 1975 (Apollo 18), mits de ongelukkige landing van Sojoez 23 in 1976 die per abuis in een bevroren meer terecht kwam niet wordt meegerekend. |
| 7 augustus        | 2020 | De US Space Force contracteert United Launch Alliance en SpaceX als lanceerbedrijven voor Fase 2 van het National Security Space Launch-programma. ULA mag met de Vulcan-raket 60 procent van de belangrijke Amerikaanse militaire- en spionagesatellieten lanceren. SpaceX krijgt 40 procent van die lanceringen met hun Falcon 9 en Falcon Heavy. Northrop Grumman en Blue Origin die ook in de race voor een lucratief contract van dit waarschijnlijk 34 lanceringen tellende programma waren, hebben het nakijken. |
| 30 augustus       | 2020 | Met de Falcon 9-lancering van satelliet SAOCOM 1B wordt voor het eerst sinds 1969 vanaf de Space Coast in Florida een lancering naar een polaire baan uitgevoerd. Dit is mogelijk sinds op 31 december 2017 een corridor naar het zuiden werd geopend voor raketten die met een automatisch zelfvernietigingssysteem zijn uitgerust en met een lichte boog oostelijk om het zuiden van Florida kunnen vliegen. |
| 4 september       | 2020 | China lanceert voor het eerst een geheim, onbemand, klein ruimtevliegtuig dat in functie vergelijkbaar is met de Amerikaanse X-37B en de Europese Space Rider. Tijdens de testvlucht die drie dagen duurt wordt een satelliet waarvan de functie onbekend is losgelaten. |
| 16 november       | 2020 | Lancering SpaceX Crew-1, de eerste missionaire Commercial Crew-vlucht van een Crew Dragon met aan boord drie NASA-astronauten en een JAXA-astronaut. |
| 17 november       | 2020 | Na de lancering in Kourou van Vega-raket VV17 behaalt deze door een anomalie in de vierde trap niet de orbitale snelheid; een Spaanse en een Franse satelliet met een gezamenlijke waarde van ongeveer 315 miljoen euro gaan verloren. |
| 21 november       | 2020 | ESA lanceert met een SpaceX Falcon 9 vanaf Vandenberg de satelliet Sentinel-6. De satelliet moet nauwkeurig de zeespiegelstijging gaan meten. |
| 23 november       | 2020 | China lanceert Chang'e 5, een maanlander en samplereturn-missie. |
| 1 t/m 8 december  | 2020 | Chang’e 5 landt volgens de Chinese staatszender CGTN op 1 december 2020 met succes op de maan in het vulkanisch complex Mons Rümker. De media-livestream werd echter eerder afgebroken. Op 3 december verzamelt de sonde twaalf “scheppen” regoliet. Er waren 15 scheppen gepland, maar de beoogde massa van de monsters werd al na 12 scheppen behaald. Enkele uren later stijgt de opstijgmodule van de sonde op van de Maan. Na een succesvolle aankoppeling met het moederschip en overdracht van de monsters, wordt het landingsvaartuig losgekoppeld en crasht op 8 december gepland tussen krater Regiomontanus en Walther. |
| 5 december        | 2020 | De terugkeermodule van de Japanse ruimtesonde Hayabusa 2 met aan boord gruis van planetoïde Ryugu landt succesvol tussen 17:47 en 17:57 UTC in de Australische outback in de Woomera Test Range. De observatiesonde vliegt door naar een volgend studie-object. |
| 9 december        | 2020 | NASA maakt de namen bekend van de eerste achttien Artemis-astronauten. |
| 9 december        | 2020 | Het Cape Canaveral Air Force Station en de Patrick Air Force Base in Florida worden officieel hernoemd tot Cape Canaveral Space Force Station en Patrick Space Force Base. |
| 9 december        | 2020 | SpaceX test een prototype (SN8 oftewel serial number 8) van de tweede trap van draagraket Starship, na de lancering vanaf SpaceX South Texas Launch Site stijgt deze tot een hoogte van 12 km, bij de terugkeer op het lanceerplatform ontploft de raket door een probleem met de brandstoftoevoer van de motoren. Maar de test is geslaagd. 95 procent van de testdoelen werd volgens Elon Musk gehaald. |
| 14 december       | 2020 | Rusland lanceert met succes de tweede testvlucht van de Angara A5. De vorige testvlucht dateerde van 2014. De Angara A5 moet de opvolger van de Proton worden. |
| 15 december       | 2020 | Astra weet voor het eerst een van hun raketten in de ruimte te krijgen. De raket haalt net niet de orbitale snelheid, maar Astra heeft met deze testvlucht genoeg zekerheid over de prestaties van hun voertuig, Rocket 3, gekregen dat ze hun volgende lancering met een satelliet aan boord zullen doen. |
| 16 december       | 2020 | De terugkeermodule van Chang’e 5 landt om 17:59 UTC met maanmonsters aan boord in de stadsprefectuur Ulanqab in Binnen-Mongolië in China. |
| 18 december       | 2020 | Astronaut Mike Hopkins maakt tijdens zijn verblijf in het ISS officieel de overstap van NASA naar de United States Space Force en krijgt de rang van kolonel. Hij wordt daarmee de eerste Amerikaanse militaire astronaut sinds het MOL-programma eind jaren 1960 en de eerste actieve Amerikaanse militair in de ruimte. |

## 2021
| 16 januari   | 2021 | De achtste en laatste test van de Green Run Test voor NASA’s SLS-Corebooster wordt niet tot een succesvol eind gebracht. De vier voormalige RS-25-raketmotoren die gedurende acht minuten moesten branden werden na iets meer dan een minuut voortijdig uitgeschakeld. De oorzaak lag in een software-instelling die gedeeltelijk voor een vlucht i.p.v. een test was gezet. De test werd twee maanden later overgedaan. |
| 17 januari   | 2021 | Virgin Orbit slaagt er bij de tweede testlancering van hun air-to-orbit-raket LauncherOne in de orbitale snelheid te halen, de tweede trap te herstarten en negen CubeSats in de juiste baan los te laten. |
| 24 januari   | 2021 | SpaceX lanceert met Falcon 9-missie Transporter-1 een recordaantal van 133 satellieten. De lancering was vanaf Cape Canaveral Space Force Station SLC-40 en ging zuidwaarts naar een zonsynchrone baan. Het vorige record stond op naam van de ISRO die in februari 2017 met een PSLV-XL 104 satellieten lanceerde. |
| 9 februari   | 2021 | Mars Hope, een marsorbiter van de Verenigde Arabische Emiraten bereikt met succes zijn baan om de planeet Mars |
| 10 februari  | 2021 | Ook de Chinese Marssonde Tianwen-1 wordt met succes in zijn baan om Mars gemanoeuvreerd. In de volgende maanden zal een lander zich afkoppelen en afdalen. |
| 18 februari  | 2021 | NASA’s rover Perseverance en marshelikopter Ingenuity landen met succes op Mars in de Jezerokrater waarmee het wetenschappelijke deel van de Mars 2020-missie van start kan gaan. |
| 25 februari  | 2021 | Relativity Space kondigt de Terran R aan; een mediumklasse raket aan die de concurrentie met SpaceX Falcon 9 moet aangaan. |
| 1 maart      | 2021 | Rocket Lab kondigt een beursgang en een nieuwe deels herbruikbare mediumklasse draagraket genaamd Neutron aan. |
| 3 maart      | 2021 | Tijdens de derde 10 kilometer hoge testvlucht van een Starship-prototype lukt het SpaceX voor het eerst de bellyflop- en backflip-manoeuvre, gevolgd door een landing, uit te voeren. Door falende landingspoten blijft de Starship SN10 op zijn achterzijde staan, ontstaat een brandstoflek dat een kleine tien minuten later alsnog het exploderen van het Starship veroorzaakte. |
| 9 maart      | 2021 | China National Space Administration en Roskosmos beginnen een samenwerking voor de ontwikkeling van een maanbasis genaamd International Lunar Research Station. |
| 18 maart     | 2021 | NASA en Boeing voltooien, ditmaal met succes’ de volledigeduurs-statischetest van de eerste SLS-Core Stage. De laatste test van de Greenrun-test. Hier mee is alle hardware gecertificeerd voor de eerste vlucht; Artemis I |
| 16 april     | 2021 | NASA selecteert SpaceX Starship HLS als maanlander voor het Artemisprogramma. |
| 19 april     | 2021 | Met zijn eerste succesvolle vlucht wordt Mars-helikopter Ingenuity het eerste werkende luchtvaartuig ooit op een ander hemellichaam dan de Aarde. |
| 29 april     | 2021 | China lanceert met een Lange Mars 5B vanuit lanceerbasis Wenchang Tianhe de eerste van drie modules van het Groot Chinees Ruimtestation Tiangong. Het ruimtestation zal vergelijkbaar worden met de Mir en moet door openstelling voor andere landen gaan concurreren met het ISS. De laatste trap van de Lange-Marsraket die ongecontroleerd op aarde dreigt neer te storten, treedt op 9 mei om 2:14 uur UTC in de buurt van de Maldiven (Indische Oceaan) terug in de atmosfeer. |
| 1 mei        | 2021 | De regering Biden besluit de door Trump heringestelde National Space Council voort te zetten. Dit overleg tussen Amerikaanse overheidsinstanties en ruimtevaartindustriepartners wordt voorgezeten door vicepresident Kamala Harris |
| 3 mei        | 2021 | Bill Nelson wordt beëdigd en geïnstalleerd als Administrator of NASA. |
| 5 mei        | 2021 | SpaceX landt Starshipprototype SN15 na een bellyflop-manoeuvre op zijn landingsgestel. Dit is de eerste keer dat zo’n landing nominaal verliep. |
| 9 mei        | 2021 | Voor het eerst bereikt een Falcon 9-booster (serienummer B1051) de mijlpaal van tien vluchten met minimaal onderhoud, waarvoor deze is ontworpen. Na een grondiger opknapbeurt zal de booster - zo is de bedoeling - opnieuw tien vluchten moeten kunnen maken. |
| 14 mei       | 2021 | De Chinese rover Zhurong landt om 23:11 UTC op Mars in de vlakte Utopia Planitia. De robotwagen maakt deel uit van de missie Tianwen-1. China wordt daarmee het tweede land dat er in slaagt een Marslanding te voltooien. |
| 29 & 30 mei  | 2021 | China lanceert op 29 mei 2021 Tianzhou 2, het eerste ruimte-vrachtschip voor hun nieuwe ruimtestation Tiangong dat in opbouw is. Een dag later vindt de succesvolle eerste aankoppeling van dit ruimtestation plaats. |
| 2 juni       | 2021 | NASA kondigde de selectie van twee Discoverymissies, beiden naar Venus, aan. Met de selectie van missies Davinci+ en Veritas stuurt NASA tussen 2028 en 2030 voor het eerst sinds tientallen jaren weer ruimtesondes naar Venus. |
| 10 juni      | 2021 | Ook ESA kondigt een Venusmissie aan met de orbiter EnVision die in 2030 zou moeten worden gelanceerd. |
| 17 juni      | 2021 | China lanceert met Shenzhou 12 de eerste driekoppige bemanning voor het ruimtestation Tiangong dat in opbouw is. |
| 11 juli      | 2021 | Richard Branson troeft Jeff Bezos af in de race wie het eerst een ruimtevlucht aan boord van zijn eigen ruimteschip maakt. Met zijn SpaceShipTwo VSS Unity vliegt hij samen met nog drie passagiers en twee piloten naar de rand van de ruimte op 86 km hoogte om enkele minuten gewichtloosheid te ervaren. Branson vervroegde de vlucht nadat bekend werd dat Bezos' vlucht voor 20 juli stond gepland. |
| 20 juli      | 2021 | Ook Jeff Bezos maakt zijn suborbitale ruimtevlucht. Het is tevens de eerste bemande vlucht van de New Shepard. Aan boord waren ook zijn broer Mark, Mercury 13-lid Wally Funk en de Nederlander Oliver Daemen. De ballistische vlucht duurt 10 minuten en bereikt een hoogte van 107 km. De vlucht breekt drie records: de rijkste persoon in de ruimte (Bezos), de oudste persoon in de ruimte (Funk, 82), en de jongste persoon in de ruimte (Daemen, 17). |
| 21 juli      | 2021 | Met een Proton-M wordt de ISS-module Naoeka gelanceerd. Na integratie met het ruimtestation zal dit de belangrijkste module van het Russische deel van het ISS worden. Aan boord is ook de Europese Robot Arm. Na de lancering ontstonden er problemen doordat een antenne die van belang is voor de aankoppeling niet volledig was uitgeklapt. Dit probleem werd na enkele uren verholpen. Ondertussen wordt de afkoppeling van de Pirs-module die het veld moet ruimen voor de Naouka uitgesteld. Daarna ontstonden er problemen met de voortstuwing. Zo’n 28 uur na de lancering weet men uiteindelijk, bij wijze van test, de hoofdmotoren te starten en de baan iets te verhogen. Op 25 juli worden problemen met het KURS-navigatiesysteem dat aanvankelijk niet aan ging (nodig voor de rendez-vous) opgelost. |
| 26 juli      | 2021 | Voor het eerst wordt een ISS-module afgestoten. Progress MS-16 trekt de Russische Pirs-module weg van het ISS. De Naoeka-module zal na aankomst die plek in nemen. De Pirs die als tijdelijke module met een luchtsluis en koppelpoort diende heeft door de vertraagde gereedkoming van de Naoeka veertien jaar langer dan vooraf beoogd dienst gedaan. |
| 29 juli      | 2021 | De Naoeka-module koppelt aan bij het ISS. Een aantal uur later start de Naoeka ongecontroleerd haar motoren en laat het ISS 45 graden kantelen. Door de motoren van een Progress te gebruiken wordt het ISS weer gestabiliseerd. De lancering van Starliner-testvlucht Boe-OFT 2 naar het ISS die voor de volgende dag stond gepland wordt bijgevolg uitgesteld tot er meer duidelijk is over de stabiliteit van en eventuele schade aan het ISS. |
| 3 augustus   | 2021 | Door een mankement aan dertien brandstofkleppen van de stuurmotoren van de Starliner voor testvlucht Boe-OFT 2 moet de vlucht voorlopig worden uitgesteld. OFT 2 is de tweede poging een Boeing Starliner onbemand naar het ISS te sturen nadat dat in 2019 tijdens Boe-OFT door softwareproblemen mislukte. |
| 12 augustus  | 2021 | Door het falen van de derde trap van een GSLV-mkII-raket lukt het de ISRO niet om satelliet EOS-03 in een baan om de Aarde te krijgen en gaat de satelliet verloren. |
| augustus     | 2021 | Door de uitbraak van de deltavariant van het coronavirus is de vraag van Amerikaanse ziekenhuizen naar vloeibare zuurstof zo groot geworden dat bedrijven in andere sectoren waaronder de ruimtevaart moeilijk aan vloeibare zuurstof en vloeibare stikstof (uit dezelfde fabrieken) kunnen komen. De planning van diverse Amerikaanse lanceringen wordt daardoor onzeker. |
| 16 september | 2021 | Met de lancering van Inspiration4 wordt voor het eerst een volledig private bemanning van vier ruimtetoeristen in een baan om de Aarde gebracht. |
| 15 oktober   | 2021 | China lanceert Shenzhou 13, de achtste bemande ruimtevlucht en de dertiende vlucht van het Shenzhouprogramma. |
| 16 oktober   | 2021 | NASA’s ruimtesonde Lucy wordt met een Atlas V gelanceerd en begint aan zijn twaalfjarige reis die langs een aantal van de Trojanen van Jupiter leidt. Het betreft de honderdste lancering vanaf Cape Canaveral’s Lanceercomplex 41. |
| 21 oktober   | 2021 | Het Zuid-Koreaanse ruimteagentschap KARI lanceert hun eerste KSLV-II (alias Nuri). Het is na de Naro-1 het tweede Zuid-Koreaanse orbitale type draagraket en de eerste die volledig van Zuid-Koreaanse makelij is. De eerste twee trappen waren volledig succesvol, de derde trap schakelde 45 seconden te vroeg uit en haalde daardoor net niet de orbitale snelheid. |
| 25 oktober   | 2021 | Blue Origin en Sierra Space kondigen de bouw van een commercieel ruimtestation ter grootte van het ISS aan. Ook andere ruimtevaartbedrijven waaronder Boeing Space zijn bij het plan voor de bouw en uitbating van het Orbital Reef betrokken. |
| 15 november  | 2021 | Rusland schiet tijdens de test van het antisatellietwapen A-235 PL-19 Nudol de oude Russische satelliet Kosmos 1408 kapot waarop een wolk van ruimtepuin met duizenden deeltjes ontstaat. De bemanning van het ISS dat later die dag die wolk kruiste moet uit voorzorg het ruimtestation in veilige modus brengen en schuilen in hun Sojoez- en Crew Dragon-capsules. |
| 20 november  | 2021 | Het lukt lanceerbedrijf Astra voor het eerst een vracht in een baan om de aarde te brengen. Dit gebeurt met een Rocket 3 |
| 24 november  | 2021 | SpaceX lanceert vanaf Vandenberg Space Force Base NASA’s ruimtesonde DART (Double Astroid Redirect Test) die eind september 2022 middels een botsing de baan van Dimorphos, de kleine maan van planetoïde 65803 Didymos, moet veranderen. |
| 26 november  | 2021 | Met de aankoppeling van de twee dagen daarvoor gelanceerde Russische Pritsjall UM is het ISS afgebouwd. Er volgt nog wel een Amerikaanse uitbreiding met commerciële modules die niet onder het originele bouwplan vallen en zich te zijner tijd als nieuw ruimtestation zullen afsplitsen. |
| 25 december  | 2021 | Met veertien jaar vertraging en een budgetoverschrijding van ruim 5 miljard dollar, wordt de bijna 10 miljard dollar kostende James Webb-ruimtetelescoop met een Ariane 5 gelanceerd vanaf Centre Spatial Guyanais in Frans-Guyana. |

## 2022
| januari      | 2022 | De James Webb-ruimtetelescoop ontvouwt zich en bereikt op 24 januari Lagrangepunt L2. |
| 8 februari   | 2022 | SpaceX maakt bekend dat 40 van de 49 Starlinksatellieten die het vijf dagen daarvoor lanceerde door de atmosferische gevolgen van een magnetische storm in combinatie met de gebruikte zeer lage parkeerbaan als verloren moeten worden beschouwd. Ze zijn te veel afgeremd en vallen daardoor terug in de atmosfeer. |
| 24 februari  | 2022 | Rusland valt Oekraïne binnen en veroorzaakt daarmee ook een crisis in de ruimtevaartindustrie. Zo komt de productie van Oekraïense onderdelen voor raketten als Vega en Antares in gevaar. En wordt op 26 februari de samenwerking tussen enerzijds Roskosmos en anderzijds ESA en NASA als gevolg van ingestelde sancties teruggeschroefd. Ook wordt de toekomst van het ISS ter discussie gesteld. Sojoez-lanceringen vanuit Frans-Guyana worden gestaakt evenals Russische lanceringen in opdracht van ESA of andere westerse opdrachtgevers. De tweede lancering van het ExoMars-programma gaat niet in 2022 door en moet dus nog eens twee jaar wachten. Ook de Canadese ruimtehaven van Maritime Launch Services dat er Oekraïense Tsyklon 4M-raketten zou lanceren heeft een onzekere toekomst. De Antonov An-225, ooit het draagvliegtuig van de Boeran, wordt bij een bombardement vernietigd. Roskosmos stelt onmogelijke eisen aan OneWeb (dat grotendeels in handen van de Britse regering is) voor ze hun volgende batch satellieten met een Sojoez-raket lanceren waarop alle OneWeb-lanceringen werden geannuleerd. OneWeb boekt daarop een aantal lanceringen bij SpaceX. De 36 satellieten die OneWeb in Rusland had zijn een half jaar later nog niet aan het bedrijf teruggegeven. Doordat een aantal van de zeer grote Oekraïense Antonov-vliegtuigen in de oorlog is vernietigd is ook het transport van grote satellieten naar de lanceerbases onder druk komen te staan. Op 13 april 2022 stopt ESA de missies die in samenwerking met Roskosmos werden ontwikkeld. In veel gevallen werd of wordt voor Europese instrumenten een ander partner-project gezocht om het instrument aan toe te voegen. |
| 5 april      | 2022 | Amazon.com maakt de grootste lanceerboeking ooit bekent voor de lancering van hun Kuiper-internetsatellieten. Het gaat om 38 Vulcan-lanceringen door ULA, achttien Ariane 6-lanceringen door Arianespace en twaalf New Glenn-lanceringen door Blue Origin. |
| 3 mei        | 2022 | Tijdens de 26e lancering van een Electron-raket lukt het Rocket Lab de eerste trap die aan een parachute afdaalt met een helikopter te vangen. Dit is de eerste poging tot mid-air capture van een rakettrap. De helikopter laat de booster overigens daarna weer los omdat de heli anders reageert dan tijdens tests. |
| 19 mei       | 2022 | Na veel tegenslag slaagt Boeing er met veel vertraging in de tweede onbemande testvlucht van een Boeing Starliner te lanceren. De vlucht naar het ISS verloopt niet vlekkeloos; twee stuwers vallen uit in de minuten na loskoppeling van de Atlas V-raket maar de missie kan met reserve stuwers worden voortgezet. Op 25 mei keert de Starliner terug en landt met succes. Ook daarbij valt een stuwer uit. De problemen met stuwers worden vooralsnog niet als ernstig beschouwd en worden gezocht in te strak vastgestelde veiligheidsparameters. |
| 11 juli      | 2022 | In het bijzijn van president Biden en vicepresident Harris publiceert NASA de eerste wetenschapsfoto op volle sterkte van de James Webb-ruimtetelescoop. Dit gebeurt als voorproefje op publicaties voor de volgende dag. Die foto’s zouden op de volle resolutie van de Webb worden gepubliceerd. |
| 13 juli      | 2022 | De Vega C maakt zijn debuutvlucht. |
| 15 juli      | 2022 | Joeri Borisov wordt geïnstalleerd als hoofd van Roskosmos. Hij vervangt Dimitri Rogozin die deze baan sinds 2018 had. |
| 4 augustus   | 2022 | Binnen een kalenderdag (UTC) wordt een recordaantal van vijf orbitale raketten gelanceerd, waarmee het oude record van drie dat sinds 14 februari 1989 stond (en meermaals werd herhaald) uit de boeken is. Het gaat om een Langemars 4B, een Electron, een Atlas V, een Langemars 2F/T en een Falcon 9. Tussendoor wordt ook nog een suborbitale New Shepard gelanceerd. |
| 4 augustus   | 2022 | SpaceX lanceert met een Falcon 9 de Korean Pathfinder Lunar Orbiter (KPLO), de eerste Zuid-Koreaanse maansatelliet. |
| 19 september | 2022 | ESA en Arianespace presenteren op het International Astronautical Congress in Parijs een ontwerp voor de Smart Upper Stage for Innovative Exploration alias SUSIE, een klein herbruikbaar ruimteschip voor vracht en bemanning dat met een Ariane 6 kan worden gelanceerd. Het landingsprofiel met bellyflop-manoeuvre en propulsieve landing doet denken aan dat van SpaceX' Starship maar de capaciteiten zijn dankzij het kleine formaat vergelijkbaar met een Crew Dragon of Dream Chaser. |
| 26 september | 2022 | NASA’s sonde DART (Double Asteroid Redirection Test) botst met succes op de asteroïdemaan Dimorphos om de baan ervan om planetoïde 65803 Didymos te veranderen. Op 11 oktober wordt bekend dat de omlooptijd van Dimorphos na de impact met zo’n 32 minuten is verkort van 11.55 uur naar 11.23 uur. |
| 1 oktober    | 2022 | Firefly Aerospace weet tijdens de tweede testvlucht van hun lichte draagraket Alpha voor het eerst de ruimte te bereiken en zet een experimentele NASA-satelliet af in een baan om de Aarde. |
| 16 november  | 2022 | Met de lancering van de onbemande testvlucht Artemis I debuteert NASA’s nieuwe raket het Space Launch System die een Orion-capsule in een traject naar een baan om de Maan brengt. Dit is tevens het debuut van de door ESA geleverde European Service Module van Orion. |
| 11 december  | 2022 | Met de succesvolle landing van de Orioncapsule in de grote oceaan komt de onbemande missie Artemis I tot een einde. De capsule is driemaal rond de Maan gevlogen met tussentijdse koersaanpassingen die de mogelijkheden van het besturingssysteem aantoonden. |
| 15 december  | 2022 | Uit het bij het ISS aangekoppelde Sojoez MS-22-ruimtevaartuig lekt door een nog onbekende oorzaak een grote hoeveelheid koelvloeistof. Een ruimtewandeling moet daarom vervroegd worden beëindigd. De beschadiging aan het koelsysteem is van dien aard dat de bemanning niet met MS-22 kan terugkeren en Sojoez MS-23 vervroegd zonder bemanning ter vervanging wordt gestuurd. |
| 19 december  | 2022 | NASA’s wetenschapsdirecteur Thomas Zurbuchen gaat met pensioen. |
| 21 december  | 2022 | VV22, de tweede lancering van de Vega-C, mislukt door het falen van de tweede trap. |
| 21 december  | 2022 | Na vier jaar komt er een einde aan NASA’s succesvolle Marslander-missie InSight; de statische robot die bodemonderzoek uitvoerde was niet meer in staat zijn accu’s op te laden. |

## 2023
| 9 januari    | 2023 | Een LaucherOne van Virgin Orbit bereikt door een anomalie niet zijn baan om de aarde. De air-to-orbit-lancering die vanaf Spaceport Cornwall vertrok had de eerste orbitale vlucht vanuit West-Europa moeten worden. De mislukte lancering zou uiteindelijk de doodsteek voor het bedrijf blijken. |
| 10 januari   | 2023 | De eerste testvlucht van een ABL RS1-raket eindigt kort na het opstijgen vanaf Pacific Spaceport Complex-Alaska door een anomalie in een explosie. |
| 9 februari   | 2023 | SpaceX voert de eerste grote statische start test van een Super Heavy Booster uit. 31 van de 33 Raptor-hoofdmotoren worden gelijktijdig perfect gestart. De start van één motor wordt kort voor de test handmatig geannuleerd, een andere wordt door de computer afgebroken. De test verloopt goed genoeg om de eerste orbitale lancering van een Starship-Super Heavy-combinatie te gaan voorbereiden. Ook schrijft SpaceX het record van het meeste aantal gelijktijdig gestarte motoren ooit op zijn naam.                                                   |
| 10 februari  | 2023 | Een Indiase lichte draagraket van het type SSLV slaagt er tijdens de tweede lancering in een aantal satellieten in de ruimte te brengen. De debuutlancering van het SSLV in augustus 2022 mislukte nog. |
| 11 februari  | 2023 | Progress MS-21 verliest door een lek zijn koelvloeistof. Het defect lijkt sterke overeenkomsten te hebben met het koelvloeistoflek van Sojoez MS-22 enkele maanden eerder. |
| 7 maart      | 2023 | JAXA’s nieuwe raket, de H-III, slaagt er tijdens zijn eerste vlucht niet in een baan om de aarde te bereiken; de tweede trap start niet waarop een vernietigingscommando naar de raket wordt gestuurd. |
| 23 maart     | 2023 | Relativity Space voert de eerste testvlucht van de Terran 1 uit. De eerste trap werkt naar behoren en overtreft de vooraf gestelde verwachtingen. De tweede trap valt na enkele seconden uit. Terran 1 is de eerste raket ooit die voor het overgrote deel in 3D-printers is geconstrueerd. Een paar weken later stopt Relativity met de Terran 1 om volop de ontwikkeling van de heavy lift-raket Terran R in te zetten. |
| 2 april      | 2023 | De debuutvlucht van de Chinese raket Tianlong-2 bereikt de geplande baan. Dit is de eerste commerciële raket ooit die op zijn eerste vlucht volledig slaagt en de vierde van alle volledig nieuwe raketten die dit presteert. |
| 4 april      | 2023 | Virgin Orbit vraagt het faillissement aan. Een poging het bedrijf als geheel te verkopen mislukt waarna de boedel vanaf 23 mei 2023 wordt geveild waarna het bedrijf zal worden opgeheven. |
| 14 april     | 2023 | Met een Ariane 5 lanceert ESA met succes de ruimtesonde JUICE, oftewel de Jupiter Icy Moons Explorer |
| 20 april     | 2023 | SpaceX lanceert de eerste integrale testvlucht van Starship-Super Heavy; de grootste en krachtigste raket ooit. De eerste trap werkt, hoewel meerdere van de 33 motoren niet start of uitval. Kort voor het geplande loskoppelen van de Super Heavy en het Starship begon de raket te tuimelen waarna een destructiecommando werd gegeven. Het vooraf gestelde hoofddoel van de testvlucht, opstijgen zonder het lanceerplatform te vernietigen, is enigszins gelukt; er is wel aanzienlijke schade. reparaties aan het lanceerterrein nemen maanden in beslag. |
| 30 mei       | 2023 | Gedurende ruim 25 uur verkeren er gelijktijdig zeventien mensen in een baan om de aarde; een record. De zeskoppige bemanning van Shenzhou 15 en Shenzhou 16 (die die dag werd gelanceerd) in het Tiangong, de driekoppige bemanning van Sojoez MS-22/23, de vierkoppige bemanning van SpaceX Crew 6 en de vierkoppige bemanning van Axiom Mission 2 in het ISS. Axiom 2 zal later die dag het ISS verlaten en de volgende ochtend landen. Shenzhou 16 brengt ook de eerste Chinese civiele taikonaut in de ruimte.                                              |
| 1 juli       | 2023 | Lancering van ESA’s ruimtetelescoop Euclides |
| 5 juli       | 2023 | Voor de laatste keer wordt een Ariane 5 gelanceerd. De raket maakt plaats voor zijn opvolger Ariane 6. |
| 14 juli      | 2023 | De Indian Space Research Organisation (ISRO) lanceert Chandrayaan-3, een onbemande maanlandermissie. |
| 29 juli      | 2023 | Met een Falcon Heavy lanceert SpaceX, in opdracht van Hughes, Jupiter 3 (Alias Echostar XXIV), met 9200 kg de zwaarste commerciële communicatiesatelliet ooit. |
| 2 augustus   | 2023 | Northrop Grumman lanceert zijn laatste Antares 230+. De Amerikaanse raket waarvan de eerste trap uit Russische motoren en een Oekraïense romp bestaat is door de oorlog in Oekraïne niet meer te produceren en wordt op zijn vroegst in 2025 vervangen door de volledig Amerikaanse Antares 330. |
| 11 augustus  | 2023 | Roskosmos lanceert de robotische maanlander Loena 25 die de Russen na 47 jaar terug naar de Maan moet brengen. Door een mislukte koerscorrectie stort het vaartuig op 20 augustus te pletter op de Maan. |
| 23 augustus  | 2023 | India’s ISRO slaagt er als eerste in om een zachte landing uit te voeren bij de Maanzuidpool. Aan boord van de Vikram-2-lander (onderdeel van missie Chandrayaan-3) is een rover die enkele dagen later met succes over het maanoppervlak rijdt. |
| 2 september  | 2023 | De ISRO lanceert ruimtesonde Aditya-L1 waarmee ze de Zon gaan bestuderen. |
| 6 september  | 2023 | Met een H-IIA-raket worden ruimtetelescoop XRISM ( & ) en maanlander SLIM () vanuit Japan gelanceerd. |
| 17 september | 2023 | Het Amerikaanse ruimtevaartstartupbedrijf Stoke Space laat Hopper 2, een prototype voor een herbruikbare tweede trap met een semi-aerospike-motor opstijgen en na 15 seconden weer landen. |
| 6 oktober    | 2023 | Amazon.com laat zijn eerste twee prototypes van Kuiper-satellieten lanceren. |
| 7 oktober    | 2023 | Het Spaanse ruimtevaartbedrijf PLD Space lanceert hun eerste raket, een Miura 1. De raket haalde een hoogte van 47 km waar 80 km was beoogd. Desondanks is PLD tevreden over de testvlucht. De suborbitale Miura 1 is een opstap naar de ontwikkeling van de orbitale Miura 5-raket. |
| 9 oktober    | 2023 | Er ontstaat een lek in de koeling van de Russische Naoeka-module van het ISS. |
| 13 oktober   | 2023 | Met een Falcon Heavy wordt NASA’s ruimtesonde Psyche gelanceerd. Na een reis van zes jaar moet deze bij de gelijknamige metaal-planetoïde aankomen. |
| 17 oktober   | 2023 | De ISRO stelt zich ten doel om in 2035 een Indiaas ruimtestation en in 2040 een bemande maanlanding te bewerkstelligen. |
| 21 oktober   | 2023 | ISRO voert met succes een in-flight abort test uit met hun bemanningscapdule Gaganyaan. |
| 1 november   | 2023 | Netherlands Space Office-directeur Harm van de Wetering tekent in de Nederlandse ambassade in Washington namens Nederland de Artemisakkoorden. Daarmee neemt Nederland deel aan het Artemisprogramma. |
| 18 november  | 2023 | De tweede testvlucht van SpaceX’ Starship-Super Heavy haalde bijna de orbitale snelheid. Beide rakettrappen ontploften uiteindelijk (de tweede trap door het zelfvernietigingssysteem) maar komen veel verder dan tijdens de eerste vlucht. De scheiding van de eerste en tweede trap slaagt wel deze keer, en daarmee kan de vlucht als een succesvolle test in het iteratief ontwikkelingsprogramma worden beschouwd. Het verbeterde lanceercomplex brengt het er dit keer stukken beter vanaf.                                                               |

## 2024
| 8 januari    | 2024 | ULA debuteert met succes de Vulcan-raket. De vracht is Astrobotic maan-vrachtlander Peregrine die als eerste een testvlucht voor NASA’s CLPS-programma uitvoert. Na afkoppeling verliest de Peregrine brandstof. Dit maakt de geplande maanlanding onmogelijk. |
| 19 januari   | 2024 | De Japanse maanlander SLIM landt met succes op de Maan, de eerste zachte maanlanding van Japan, later blijkt dat deze door het uitvallen van de hoofdmotor op zijn neus is komen te staan. |
| 25 januari   | 2024 | De missie van Mars-helikopter Ingenuity wordt beëindigd nadat foto’s van de perseverance-rover aantonen dat deze niet meer kan vliegen als gevolg van schade aan een rotorblad die aan het eind van de 72e vlucht is ontstaan. De helikopter die voor vijf vluchten was ontworpen is al met al een groot succes gebleken. |
| 17 februari  | 2024 | Een klein jaar na de mislukte eerste vlucht van de Japanse H-III raket slaagt de tweede lancering van dit nieuwe rakettype wel. |
| 22 februari  | 2024 | Intuitive Machines' eerste Nova-C-maanlander Odysseus slaagt in erin een redelijk zachte landing op de zuidpool van de Maan te maken. De missie verloopt niet vlekkeloos; de hoofd-lidar bleek niet ingeschakeld waardoor een andere, experimentele lidar moest worden gebruikt en de landing was wat harder dan gepland waardoor de lander op zijn kant terechtkwam. Het is de eerste maanlanding van een Amerikaans voertuig sinds het Apolloprogramma en ook de eerste landing onder NASA’s Commercial Lunar Payload Services-programma. |
| 9 april      | 2024 | United Launch Alliance lanceert de laatste Delta IV Heavy waarmee niet alleen de uitfasering van de Delta IV-raketten is afgerond, maar ook de hele Thor- en Delta-raketfamilie tot een einde komt. Verschillende technieken uit deze raket leven voort in de Vulcan-raket. |
| 3 mei        | 2024 | China National Space Administration lanceert Chang'e 6, de zesde Chinese onbemande maanmissie. Het betreft een zogenaamde sample return missie naar de achterzijde van de Maan. De missie keert op 25 juni terug op aarde met 2 kg grondmonsters. |
| 5 juni       | 2024 | Na twee afgeblazen pogingen op 7 mei en 1 juni, lukt het Boeing en ULA om Starliner Calypso te lanceren voor de bemande Commercial Crew-testvlucht Boe-CFT en te koppelen aan het ISS. De missie zou oorspronkelijk acht dagen duren, maar door heliumlekken en problemen met de voortstuwing is de terugkeer van de astronauten maanden vertraagd. |
| 6 juni       | 2024 | Het lukt SpaceX tijdens de vierde orbitale testvlucht om zowel de eerste als de tweede trap van Starship een zachte landing in zee te laten maken. Het hitteschild van het Starship werkt echter niet perfect; een van de stuurflappen raakt deels verbrand tijdens de terugkeer in de atmosfeer maar bleef desondanks functioneren. |
| 30 juni      | 2024 | De eerste trap van een Chinese Tianlong-3 raakt tijdens een statische start los van de testinstallatie en vliegt honderden meters omhoog alvorens neer te storten. Er vallen geen gewonden. |
| 9 juli       | 2024 | De eerste Ariane 6 wordt met gedeeltelijk succes gelanceerd. Een groep lichte satellieten wordt in de juiste baan gebracht. De baan waar de tweede trap daarop heen zou vliegen werd niet bereikt door een probleem bij het herstarten van de motor. |
| 12 juli      | 2024 | Een zuurstoflek in de tweede trap van een Falcon 9-raket zorgt ervoor dat de raket de beoogde baan om de aarde niet bereikt; bij het herstarten explodeert de motor en de twintig Starlink-satellieten vallen in het daarop volgende etmaal terug in de atmosfeer. De FAA hield de Falcon-raketten aan de grond tot er meer duidelijkheid was. Die duidelijkheid kwam op 26 juli en de volgende dag hervatte SpaceX de lanceringen. |
| 7 september  | 2024 | Met een probleemloze landing van Starliner Calypso op de White Sands Space Harbor in New Mexico komt testvlucht Boe-CFT met bijna drie maanden vertraging tot een einde. De bemanning bleef als voorzorgsmaatregel achter het ISS en zal pas in maart 2025 met vlucht SpaceX Crew-9 terugkeren omdat er zich op de heenweg storingen in de voortstuwing van de Boeing Starliner hadden voorgedaan. NASA nam met de lessen van twee spaceshuttleongelukken in het achterhoofd geen extra risico’s met de bemanning.                          |
| 11 september | 2024 | De bemanning van Polaris Dawn vliegt op een hoogte van 1400,7 km. Sinds het Apolloprogramma waren mensen niet meer zo ver van de aarde geweest. |
| 11 september | 2024 | Met de lancering van Sojoez MS-26 is er een recordaantal van 19 mensen in de ruimte. |
| 12 september | 2024 | Twee bemanningsleden van Polaris Dawn maken de eerste private ruimtewandeling ooit. |
| 4 oktober    | 2024 | De Vulcan maakt zijn tweede certificatievlucht. Hoewel de missie wordt voltooid, verliep de vlucht niet vlekkeloos. Een van de GEM-63XL-aanhaakboosters verloor zijn straalpijp al na enkele seconden. |
| 7 oktober    | 2024 | SpaceX lanceert ESA-ruimtesonde Hera die onderzoek zal doen naar planetoïde Didymos en zijn maan Dimorphos. De Falcon 9 kreeg bijzondere toestemming voor deze lancering ondanks dat raketten van dit type aan de grond worden gehouden wegens een probleem tijdens de terugkeerstoot van de tweede trap van de raket die ruim een week eerder SpaceX Crew-9 had gelanceerd. |
| 13 oktober   | 2024 | Tijdens de vijfde testvlucht van Starship-Super Heavy lukt het SpaceX om de boostertrap terug naar de lanceerplaats te manoeuvreren en tussen twee vangarmen aan de lanceertoren te vangen. |
| 14 oktober   | 2024 | Aan boord van een Falcon Heavy wordt NASA’s ruimtesonde Europa Clipper vanaf het Kennedy Space Center gelanceerd. |
| oktober      | 2024 | NASA kondigt af dat hun netwerk van TDRS-satellieten na 41 geen nieuwe communicatietaken meer krijgen toegewezen. Voor nieuwe NASA-missies zal de communicatie via commerciële satellieten worden doorgestuurd. Reeds bestaande missies blijven voorlopig nog wel gebruikmaken van het TDRS-netwerk. |

## 2025
| 15 januari | 2025 | Met een Falcon 9 worden de maanlanders Blue Ghost M1 en Hakuto-R missie 2 gelanceerd, Blue Ghost maakt op 2 maart een zachte landing in Mare Crisium en blijft 14 dagen experimenten uitvoeren waaronder de eerste foto van een zonsverduistering vanaf de maan. |
| 16 januari | 2025 | De New Glenn-raket van ruimtevaartbedrijf Blue Origin bereikt op zijn debuutvlucht zijn beoogde baan. De boosterlanding lukt niet. |
| 6 maart    | 2025 | Na een reis van acht dagen kantelt maanlander Athena van Intuitive Machines tijdens de landing bij de maanzuidpool, en wordt op 7 maart uitgeschakeld omdat de batterijen niet kunnen opladen.                                                                   |
| 1 april    | 2025 | Lancering van Fram2; de eerste bemande ruimtevlucht in een polaire baan om de Aarde. |